# Road & Track Presents: The Need for Speed
The Need for Speed (full titel: Road & Track Presents: The Need for Speed) är det första spelet i den mycket populära Need for Speed-serien som omfattar upp till 20 titlar idag  - lite beroende på hur man räknar. Spelet utgavs först 1994 till 3DO, sedan till PC (DOS) 1995 och till Sony PlayStation och Sega Saturn 1996.
The Need for Speed innehåller olika sportbilar och japanska importbilar. Det blev uppmärksammat för sin realism och ljud- och videokommentarspår. Electronic Arts samarbetade med Road & Track för att få till spelet så realistiskt som möjligt när det gäller bilarnas prestanda och ljudeffekter. The Need for Speed är helt klart det enda seriösa försöket att få till en realistisk simulation av bilarnas väghållning och fysik utan arkadkänsla.
Man kan spela både slutna banrace ("Circuit") och "A till B"-race, så kallade "Sprint"-race i senare titlar. The Need for Speed innehåller polisjakter där spelaren kan få betala böter eller bli arresterad ifall denne åker fast. Temat med polisjakter blev mycket populärt, och de så kallade Hot Pursuit-spelen i serien har oftast sålt bättre än de utan poliser.
Exklusiva funktioner - på den tiden - var även att man kan se detaljerad statistik efter ett lopp och dessutom finns en replay-funktion som man kan spara spelade race med, och sedan titta på dem igen ur flera kameravinklar och med justerbar uppspelningshastighet.

## Bilar
Bilarna i The Need for Speed är uppdelade i tre klasser som baseras på bilarnas prestanda.

### Klass A
- Lamborghini Diablo VT
- Ferrari 512TR

### Klass B
- Chevrolet Corvette ZR-1 (C4)
- Dodge Viper (RT/10)
- Porsche 911 (964)

### Klass C
- Acura NSX
- Mazda RX-7 (FD)
- Toyota Supra (Mark IV) Turbo

Det finns dessutom en påhittad specialbil kallad "Warrior PTO E/2", med orealistiska egenskaper och ett lustigt tutljud.

## Special Edition
1996 släpptes en uppgradering till The Need for Speed kallad The Need for Speed SE (full titel: Road & Track Presents: The Need for Speed: Special Edition), exklusivt till PC CD-ROM med stöd för både DOS och Windows 95. Skillnaderna är inte så stora jämfört med PC-versionen från 1995, men den innehåller 2 bonusbanor och flera förbättringar i spelmotorn. Windows 95-versionen har dessutom stöd för DirectX 2 och TCP/IP.